# ケヴィン・ロビンス
ケヴィン・ロビンス（Kevin Robins）は、イギリスの文化地理学者、社会学者、シティ大学ロンドン教授。イギリスのカルチュラル・スタディーズを代表する人物のひとりとされる。

## 経歴
ニューカッスル・アポン・タインのニューカッスル大学で文化地理学の教授を勤めた。ニューカッスル大学では、都市・地方開発研究センター (Centre for Urban and Regional Development Studies, CURDS) を拠点として、経済社会研究会議 (ESRC) 関係の都市とコミュニケーション技術に関するプロジェクトなどに参加し、さらに1997年には欧州放送連合などの委託を受けて、グローバル・メディアに関する研究に取り組んだ。
1999年9月に、ロンドン大学ゴールドスミス・カレッジのコミュニケーション学の教授に転じ、カルチュラル・スタディーズ・センターを拠点として活動した。
その後、社会学教授としてシティ大学ロンドンに移り、ゴールドスミスには客員フェローとして関わるようになった。また、2007年以降はイスタンブールに滞在しており、イスタンブール・ビルギ大学のカルチュラル・スタディーズ・プログラムにも関わっている。

## 研究
ロビンスは、都市問題について広く議論している。特に、ヨーロッパ各地の大都市におけるトルコ系移民の問題を、文化政策の観点から研究しており、イスタンブーにおける文化的変容についても論じている。

## おもな著書

### 単著
- Into the Image: Culture and Politics in the Field of Vision 1996.
  - 日本語訳：（田畑暁生 訳）サイバー・メディア・スタディーズ、フィルムアート社、2003年
- Technoculture, 1999.
- The Virtual University?, 2002.
- Challenge of Transcultural Diversities Cultural Policy And Cultural Diversity, 2006

### 共著
- (with Frank Webster)  Information Technology: A Luddite Analysis,  1986.
- (with Frank Webster)  The Technical Fix: Education, Computers and Industry,  1989.
- (with Frank Webster)  Times of the Technoculture (with Frank Webster, 1999.
- (with David Morley)  Spaces of identity: Global media, electronic landscapes and cultural boundaries, 1995